# Hermes DVS in het seizoen 1962/63
Het seizoen 1962/1963 was het negende jaar in het bestaan van de Schiedamse betaaldvoetbalclub Hermes DVS. De club kwam uit in de Tweede divisie B en eindigde daarin op de zevende plaats. Tevens deed de club mee aan het toernooi om de KNVB beker, hierin werd de club in de eerste ronde uitgeschakeld door Vlissingen (3–2).

## Wedstrijdstatistieken

### Tweede divisie B
|       | Baronie | BVV   | D.F.C. | EDO   | 't Gooi | Haarlem | Helmondia '55 | Hilversum | HVC   | LONGA | NOAD  | PEC   | RCH   | SVV   | Wilhelmina | Xerxes |
| ----- | ------- | ----- | ------ | ----- | ------- | ------- | ------------- | --------- | ----- | ----- | ----- | ----- | ----- | ----- | ---------- | ------ |
| Thuis | 1 – 0   | 0 – 2 | 0 – 1  | 5 – 1 | 1 – 1   | 1 – 2   | 1 – 1         | 2 – 1     | 0 – 1 | 2 – 1 | 2 – 2 | 2 – 1 | 0 – 2 | 1 – 0 | 3 – 0      | 4 – 2  |
| Uit   | 1 – 2   | 0 – 3 | 0 – 1  | 2 – 2 | 4 – 1   | 1 – 1   | 3 – 3         | 0 – 2     | 1 – 0 | 3 – 1 | 1 – 1 | 3 – 1 | 4 – 1 | 1 – 1 | 2 – 3      | 2 – 2  |

### KNVB beker
| 1e ronde                                    | Vlissingen                     | 3 – 2 (2 – 1) | Hermes DVS                           |
| 13 oktober 1962 Plaats: Vlissingen Irislaan | Jan van de Broek 10', 32', 88' |               | 34' Paul Kuipers 72' Hans van Yperen |

## Statistieken Hermes DVS 1962/1963

### Eindstand Hermes DVS in de Nederlandse Tweede divisie B 1962 / 1963
| Stand | Gespeeld | Gewonnen | Gelijk | Verloren | Punten | Doelpunten voor | Doelpunten tegen |
| ----- | -------- | -------- | ------ | -------- | ------ | --------------- | ---------------- |
| 7e    | 32       | 13       | 9      | 10       | 35     | 50              | 46               |

### Topscorers
| #      | Naam              | Goal |
| ------ | ----------------- | ---- |
| 1.     | Theo van der Poel | 14   |
| 2.     | Paul Kuipers      | 10   |
| 3.     | Hans van Yperen   | 9    |
| 4.     | Henk de Blok      | 6    |
| 5.     | Jan ten Hoopen    | 3    |
| 6.     | Wilco de Boer     | 2    |
| 6.     | Hans Eijkenbroek  | 2    |
| 6.     | Gerrit Gouweleeuw | 2    |
| 9.     | Coen Groenewegen  | 1    |
| 9.     | Wim Kerklaan      | 1    |
| Totaal | Totaal            | 50   |

| #      | Naam            | Goal |
| ------ | --------------- | ---- |
| 1.     | Paul Kuipers    | 1    |
| 1.     | Hans van Yperen | 1    |
| Totaal | Totaal          | 2    |